# Pteromalus hercyniae
Pteromalus hercyniae är en stekelart som beskrevs av Julius Theodor Christian Ratzeburg 1844. Pteromalus hercyniae ingår i släktet Pteromalus och familjen puppglanssteklar. Inga underarter finns listade i Catalogue of Life.